# ودي بيج
ودي بيج (بالإنجليزية: Woody Paige)‏ هو كاتب العمود أمريكي، ولد في 27 يونيو 1946.